# Fifi in de knoei
Fifi in de knoei is het 172ste stripverhaal van Jommeke. De reeks wordt getekend door striptekenaar Jef Nys. Scenarist is Jan Ruysbergh.

## Verhaal
Pekkie en Fifi zijn op hun beurt het huis uit gestuurd omdat ze de boel op stelten zetten. Ze vinden troost in elkaars poten en besluiten betere oorden te zoeken. Toevallig komen ze in Porta Libra terecht. Daar worden Pekkie en Fifi gehypnotiseerd door een gemene man, zodat ze willoos handtassen zullen stelen door de bevelen van deze man. Na een tijd gaan Jommeke, Filiberke, de gravin van Stiepelteen en Tobias op zoek naar de twee vermiste honden. Na speurwerk hebben ze een spoor en vertrekken met de vliegende bol richting Porta Libra. Tijdens een markt merken Jommeke en zijn vrienden dat alle honden handtassen beroven, vreemd. Flip vindt uiteindelijk Pekkie en Fifi gehypnotiseerd ergens in een kooi bij andere honden terug. Na een plan van Jommeke kunnen ze alle honden weer bevrijden en keren ze huiswaarts. Alles lijkt goed afgelopen te zijn. Doch, een half jaar later duikt de gemene man weer op. Hij ontvoert Fifi. Gelukkig kunnen ze Fifi snel terugvinden via een zendertje in zijn oor. Met een plannetje kunnen de ongure figuren op de vlucht gejaagd worden. Later kunnen deze gevangengenomen worden.
Tot slot is er nog een feest bij gravin van Stiepelteen thuis.

## Achtergronden bij de uitgaven
Het verhaal verscheen in 1992 in twee delen in het zomervakantieboek en het kerstvakantieboek onder de titels De hondenjacht en De ijsberenbende.